# Frauendorf (Braniborsko)
Frauendorf je obec v Horní Lužici v německé spolkové zemi Braniborsko. Nachází se v zemském okrese Horní Sprévský les-Lužice a má 707 obyvatel.

## Historie
První písemná zmínka o vsi pochází z roku 1406, kdy je uváděna jako Vrauwendorff. V roce 1974 se do té doby samostatná obec připojila k sousední obci Tettau, avšak v roce 1990 se Frauendorf osamostatnil.

## Přírodní poměry
Frauendorf leží na jihu Braniborska poblíž braniborsko-saské hranice a zároveň na severu Horní Lužice na hranici s Dolní Lužicí. Většinu území obce pokrývá les. Východně od vesnice se nachází tři rybníky Elseteich, Theresienteich a Louisenteich. Jižně od vsi prochází spolková dálnice A13.

## Správní členění
K Frauendorfu náleží také osady Heidehäuser a Weidmannsruh, které však nemají statut místní části.

## Osobnosti
- Horst Kotsch (1951–2020), fotbalista a fotbalový trenér

## Pamětihodnosti
- zvonice
- památník obětem 1. světové války